# Pier Damiano Armandi
Pier Damiano Armandi (1778-1855) fue un militar, general y escritor de Italia.

## Biografía
Armandi nació en Faenza de una familia de Fusignano en 1778, estudió en la escuela en Modena, obteniendo la estrella de la legión de honor a Wagram y en Bautzen obtuvo el grado de coronel de artillería y fue ayo del hijo de  Luis Bonaparte.
En 1831 escribe "Acontecimientos importantes de la Italia Central en 1831", con el cual Giuseppe Sercognani le dio una nota violente hasta tacharlo de traición.
En 1843 escribe "Historia militar de los elefantes" y en 1849 dirige la artillería en defensa de Venecia y con el gobierno de Napoleón III fue hecho bibliotecario imperial de Saint-Cloud.

## Obras
- Lettera del colonnello Armandi ai suoi concittadini:..., Roma, 1846.
- Histoire militaire des Elephants,....., París, Damaine, 1842, un volumen, in-8.º.
- Ma part aux evenements importants de l'Italie centrale en 1831, París, 1831.